# NSU 6/14 HP e 6/18 HP
La 6/14 HP e la successiva 6/18 HP sono due autovetture di fascia medio-bassa prodotte complessivamente dal 1910 al 1915 dalla Neckarsulmer Fahrradwerke AG,  la Casa automobilistica tedesca che in seguito sarebbe divenuta nota come NSU. L'unità di misura anglosassone HP, utilizzata per questo e per gli altri modelli NSU prodotti prima dell'avvento della prima guerra mondiale, fu mutata in PS (Pferdestärken) dopo l'arrivo di tale evento per tagliare ogni legame con il Regno Unito, avversario dell'Impero Tedesco durante la guerra. Per questo, tali modelli possono trovarsi indicati indifferentemente in entrambi i modi.

## Storia e profilo
Presentata alla fine del 1909, ma commercializzata a partire dal gennaio dell'anno seguente, la 6/14 HP fu il primo di questi due modelli ad esordire, e fu chiamata a sostituire il vecchio modello 6/12 HP. La 6/14 HP fece parte di un progetto congiunto che mirò anche alla realizzazione di una vettura di fascia superiore, quella che poi sarebbe stata commercializzata con la denominazione di 9/18 HP, quest'ultima destinata invece a sostituire la 8/15 HP. Da qui si intravede la volontà da parte della NSU di elevare gradualmente i modelli di fascia medio-bassa ad un livello più alto, avvicinandosi piano piano a segmenti più alti.

### La 6/14 HP
Data la sua genesi progettuale, la 6/14 HP si trovò a condividere con la 9/18 HP lo stesso telaio a longheroni e traverse in acciaio, lo stesso cambio manuale a 3 marce, le stesse sospensioni a balestre semiellittiche longitudinali e lo stesso impianto frenante a ceppi agenti sull'albero di trasmissione. Il telaio era comunque una versione leggermente allungata di quello utilizzato per la 6/12 HP ed anche per la già citata 8/15 HP. Le differenze, oltre che nella misura degli pneumatici, stavano essenzialmente nel motore. Quest'ultimo nacque direttamente dall'unione di due bicilindrici derivati da quello che nello stesso periodo equipaggiava la "piccola" 5/10 HP. Tali bicilindrici furono riuniti in un unico blocco, perciò non si trattò più di un motore biblocco come invece era accaduto nei precedenti modelli da 6 cavalli fiscali. Mentre nel bicilindrico originario le misure di alesaggio e corsa erano di 75 x 125 mm, nella 6/14 HP la corsa fu ridotta fino ad 88 mm (nella "sorella maggiore", la 9/18 HP, fu invece lasciata intatta), ma la presenza di quattro cilindri anziché due fece sì che la cilindrata complessiva fosse di 1.555,1 cm3, per una potenza massima di 16 CV a 1.400 giri/min e per una velocità massima di 60 km/h.
La gamma della 6/14 HP si articolò in quattro varianti di carrozzeria, tutte montate su di un unico telaio da 2,65  metri di interasse. Non si ebbe più, quindi, la possibilità di scegliere fra due o anche tre tipi differenti di telaio. Le quattro carrozzeria disponibili erano: single-phaeton a due posti, single phaeton a due posti più uno aggiuntivo sul retro, double-phaeton a quattro posti e landaulet. La carriera di questo modello cominciò all'inizio del 1910 per terminare, senza variazioni di sorta alla gamma, poco più di un anno dopo.

### La 6/18 HP
Nel corso del 1911, infatti, la 6/14 HP mutò denominazione in 6/18 HP: nel nuovo modello, la potenza  massima fu portata a 18 CV a 1.800 giri/min e la gamma si arricchì con l'arrivo di una versione torpedo e di una versione furgoncino con portata massima di otto quintali. In virtù del leggero aumento di potenza, la velocità massima poteva raggiungere stavolta i 65 km/h. La gamma così aggiornata proseguì la sua carriera per altri tre anni e oltre. Fu infatti nell'ottobre del 1914 che si ebbero nuovi aggiornamenti: la 6/18 HP beneficiò di un nuovo motore, con il monoblocco ripreso pari pari da quello della vecchia 6/12 HP, ma con la testata "ad L" montata fino a quel momento. Il risultato di tale aggiornamento fu innanzitutto un nuovo valore di cilindrata, pari a 1.539,7 cm³, e scaturito dalle nuove misure di alesaggio e corsa (70 x 100 mm). Dal punto di vista dinamico, il vantaggio stette in una migliore elasticità ai bassi regimi, che tradotto in cifre significava che la potenza massima, sempre di 18 CV, fu stavolta raggiunta a 1.500 giri/min. Un'altra importante variazione fu l'arrivo del nuovo cambio manuale a 4 marce. La Prima guerra mondiale, a quel punto, era già cominciata da alcuni mesi, ma il mercato automobilistico non parve accusare il colpo, almeno inizialmente. La 6/18 HP venne commercializzata a partire dall'inizio del 1915, ma nel giro di breve tempo la situazione cambiò: il conflitto assunse proporzioni insostenibili per poter continuare una vita normale come se nulla fosse. Molte Case automobilistiche vennero interamente convertite alla produzione di armi per la causa bellica. Anche la NSU non fece eccezione: nel corso del 1915 la produzione automobilistica fu interrotta per riprendere solo al termine della guerra. La 6/18 HP terminò la sua carriera proprio in tale occasione. Il suo testimone verrà ripreso nel 1919 dalla più piccola 5/15 PS.